# 韋弘 (漢朝)
韦弘（?—?），鲁国邹县（今山东省邹城市东南）人，中国西汉官员。韦贤次子。
韦弘开始担任为太常丞，職奉宗廟，管理陵邑，事煩而且容易犯错。其兄高寢令韦方山早死，按次序韦弘应当嗣爵，韦贤让他辞官回家以待嗣爵，韦弘谦让不肯。韦贤得病，韦弘因宗廟事获罪下狱。于是以他的弟弟韦玄成嗣侯。韦弘后来官至太山都尉、东海郡太守。